# MGM-31 Pershing

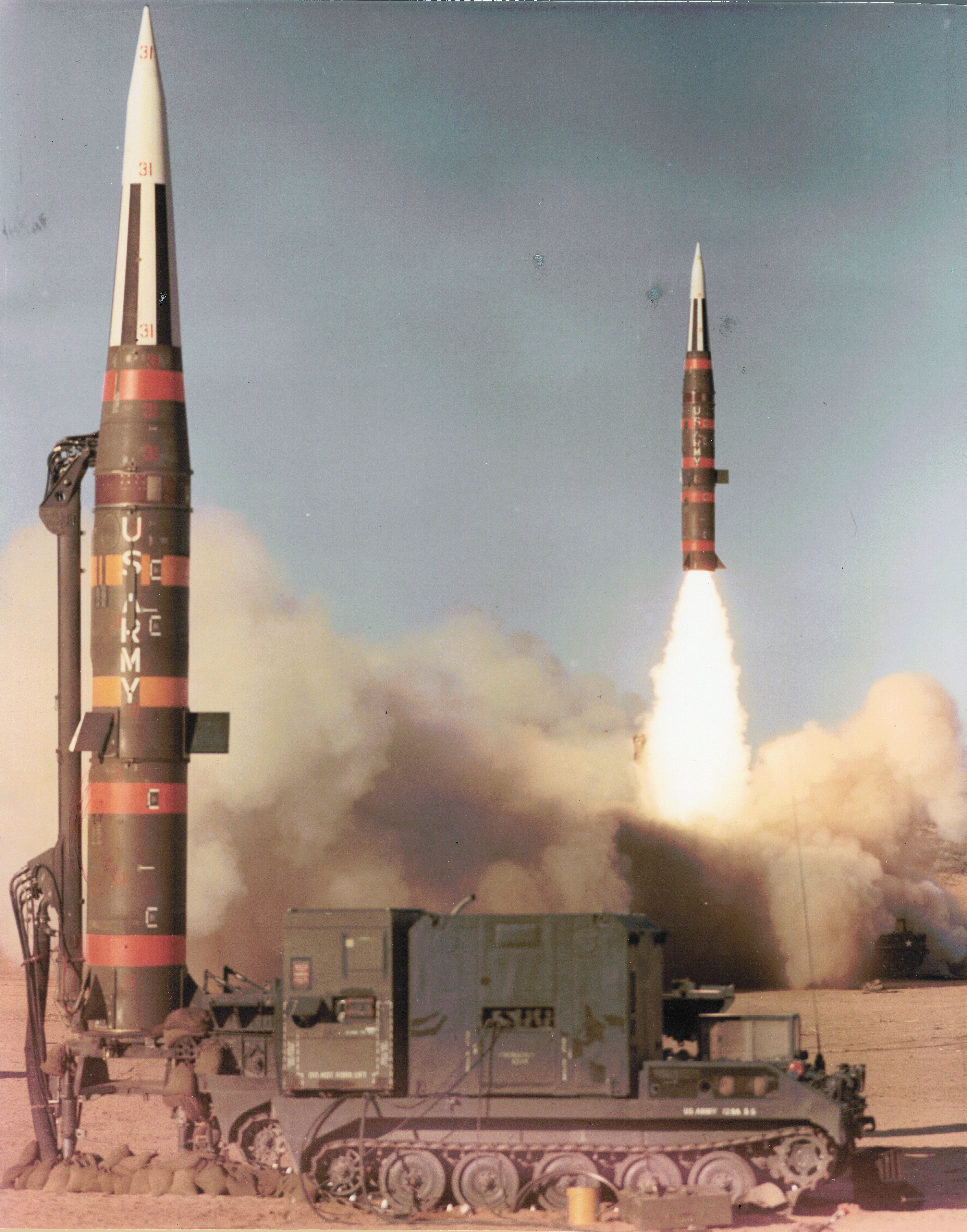
Prueba de misil Perhing I.

El Pershing fue un misil balístico nuclear de medio alcance, desarrollado por los Estados Unidos y desplegado en sus batallones europeos en 1963, en bases militares de países aliados, como un sistema de respuesta nuclear en caso de un ataque de la Unión Soviética a Europa, como un arma táctica nuclear en caso del ingreso de tropas y tanques invasoras de los países del pacto de Varsovia a Europa, el ataque a un país miembro de la OTAN recibiría una respuesta nuclear contra las tropas enemigas desplegadas.
Con un alcance de unas 750 millas náuticas, se inscribe dentro de la estrategia por la cual podría desarrollarse una guerra nuclear "pequeña" que sólo devastase Europa y terceros países, sin llegar a alcanzar suelo soviético ni estadounidense (al menos directamente).
Fue sustituido por el nuevo misil Pershing II. Finalmente fueron destruidos en el ámbito del tratado INF con la Unión Soviética en 1989.